# ألفريد بيكوك
ألفريد بيكوك (بالإنجليزية: Alfred Pycock)‏ (1901 – 13 مارس 1964) هو سبّاح من بريطانيا الغظمي راحل، مثّل بلاده في الألعاب الأولمبية الصيفية 1924.

## روابط خارجية
ألفريد بيكوك على موقع الاتحاد الدولي للسباحة (الإنجليزية)
- ألفريد بيكوك على موقع اللجنة الأولمبية الدولية (الإنجليزية)
- ألفريد بيكوك على موقع أوليمبيديا (الإنجليزية)